# Lampetis macarthuri
Lampetis macarthuri es una especie de escarabajo del género Lampetis, familia Buprestidae. Fue descrita científicamente por Théry en 1941.